# Wallace Ridge
Wallace Ridge es un lugar designado por el censo ubicado en la parroquia de Catahoula en el estado estadounidense de Luisiana. En el Censo de 2010 tenía una población de 710 habitantes y una densidad poblacional de 36,72 personas por km².

## Geografía
Wallace Ridge se encuentra ubicado en las coordenadas 31°41′3″N 91°49′43″O / 31.68417, -91.82861. Según la Oficina del Censo de los Estados Unidos, Wallace Ridge tiene una superficie total de 19.33 km², de la cual 18.13 km² corresponden a tierra firme y (6.22%) 1.2 km² es agua.

## Demografía
Según el censo de 2010, había 710 personas residiendo en Wallace Ridge. La densidad de población era de 36,72 hab./km². De los 710 habitantes, Wallace Ridge estaba compuesto por el 96.9% blancos, el 2.54% eran afroamericanos, el 0.14% eran amerindios, el 0% eran asiáticos, el 0% eran isleños del Pacífico, el 0.14% eran de otras razas y el 0.28% pertenecían a dos o más razas. Del total de la población el 0.14% eran hispanos o latinos de cualquier raza.